# Славная улица (Великий Новгород)
Сла́вная у́лица — одна из улиц Великого Новгорода. Находится на Торговой стороне, на территории исторического Славенского конца.
Начинается от Посольской улицы, проходит с юго-запада на северо-восток параллельно Большой Московской до Фёдоровского ручья. Протяжённость 1100 м.
Впервые упоминается в 1536 году как Славенская, затем как Большая Пробойная, в 1623 — как Славная. Образовалась в конце XVIII века в результате осуществления плана 1778 года по перепланировке Новгорода. В XIX веке назвалась Большая Славная.
Сохранила историческую застройку XVIII—начала XIX века (1—3-этажные кирпичные здания). Среди прочих на Славной находятся: Поликлиника № 1, школа традиционной русской культуры «Параскева», дом, в котором проживал писатель Дмитрий Балашов.
От Нутной улицы до Фёдоровского ручья движение одностороннее (в сторону центра).

## Славенский раскоп
В 1968 году были проведены археологические изыскания на Славенском раскопе. Площадь составила 160 м². Мощность напластований — 3,2 м.